# Драммен
Дра́ммен (норв. Drammen) — місто на південному сході Норвегії, на південно-західних передмістях Осло. Адміністративний центр фюльке Бускеру.

## Географія
Розташоване в гирлі річки Драмменсельва, при її впадінні у фіорд Драмс.

### Клімат
Місто знаходиться в зоні, котра характеризується вологим континентальним кліматом з теплим літом. Найтепліший місяць — липень із середньою температурою 16.8 °C (62.2 °F). Найхолодніший місяць — січень із середньою температурою -5.6 °С (21.9 °F).
| Клімат Драммена         | Клімат Драммена | Клімат Драммена | Клімат Драммена | Клімат Драммена | Клімат Драммена | Клімат Драммена | Клімат Драммена | Клімат Драммена | Клімат Драммена | Клімат Драммена | Клімат Драммена | Клімат Драммена | Клімат Драммена |
| Показник                | Січ.            | Лют.            | Бер.            | Квіт.           | Трав.           | Черв.           | Лип.            | Серп.           | Вер.            | Жовт.           | Лист.           | Груд.           | Рік             |
| Середня температура, °C | −5,6            | −5,1            | −0,5            | 4,8             | 11              | 15,6            | 16,8            | 15,5            | 11,1            | 6,5             | 0,2             | −4,1            | 5,5             |
| Норма опадів, мм        | 63              | 47              | 53              | 43              | 61              | 60              | 76              | 86              | 97              | 100             | 83              | 61              | 830             |
| ----------------------- | --------------- | --------------- | --------------- | --------------- | --------------- | --------------- | --------------- | --------------- | --------------- | --------------- | --------------- | --------------- | --------------- |
| Джерело: Weatherbase    |                 |                 |                 |                 |                 |                 |                 |                 |                 |                 |                 |                 |                 |

## Історія
Місце було вперше заселене у 13-му столітті як два окремі села Браґарнес і Стрьомсьой. Обидва села отримали привілеї міста в 1715 році. У 1811 р. вони злилися з третім сусіднім поселенням — Танґен, створивши таким чином сучасне місто.

## Економіка
Драммен — важливий морський порт та залізничничний термінал. Виробництво міста охоплює продукти деревини, пластику, абразиви та пиво. Розвинені текстильна, шкіряна промисловість. Поблизу добувається граніт.

## Населення
Населення (2023 рік): 104109 мешканців.

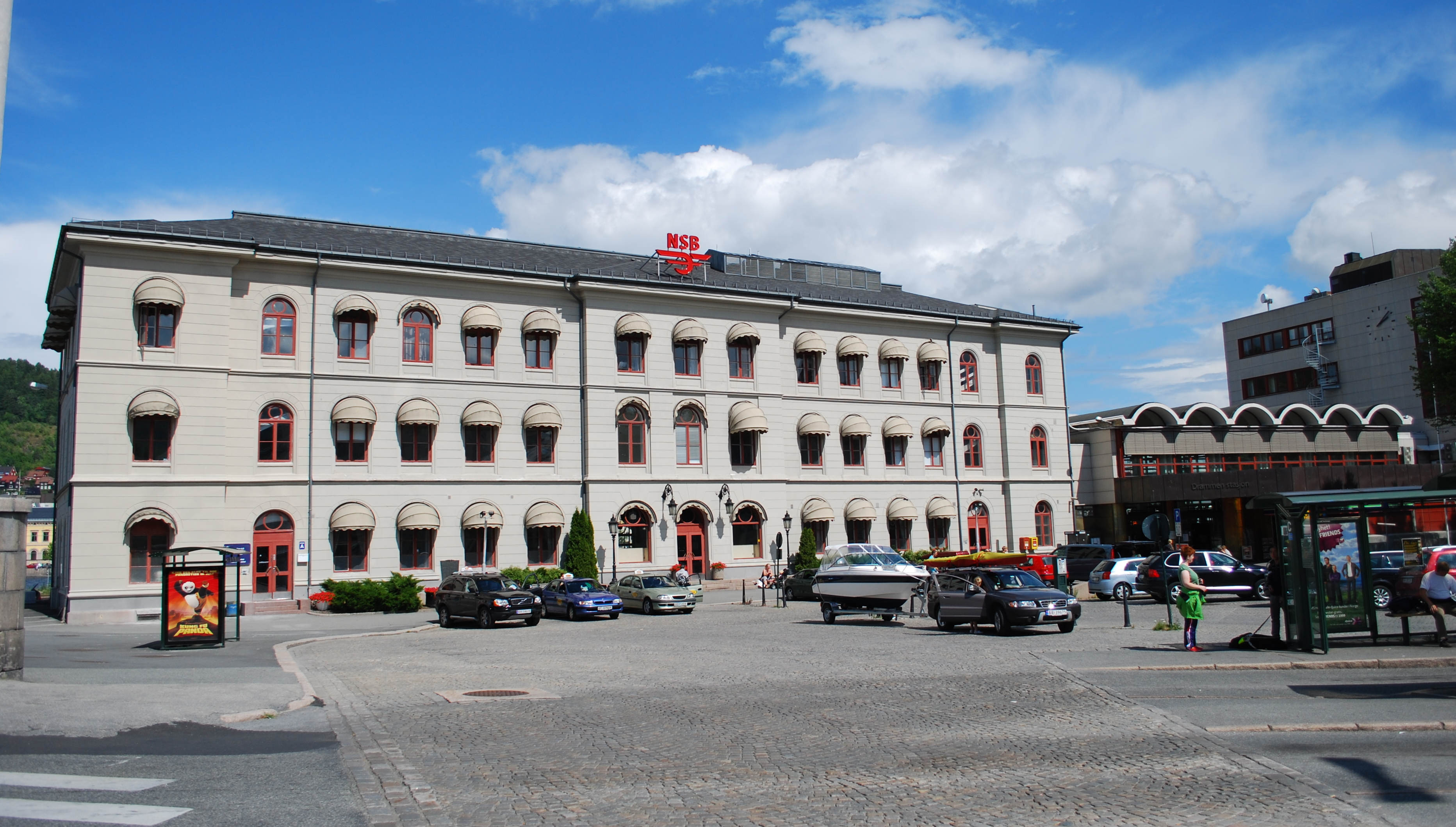
Залізнична станція в м. Драммен
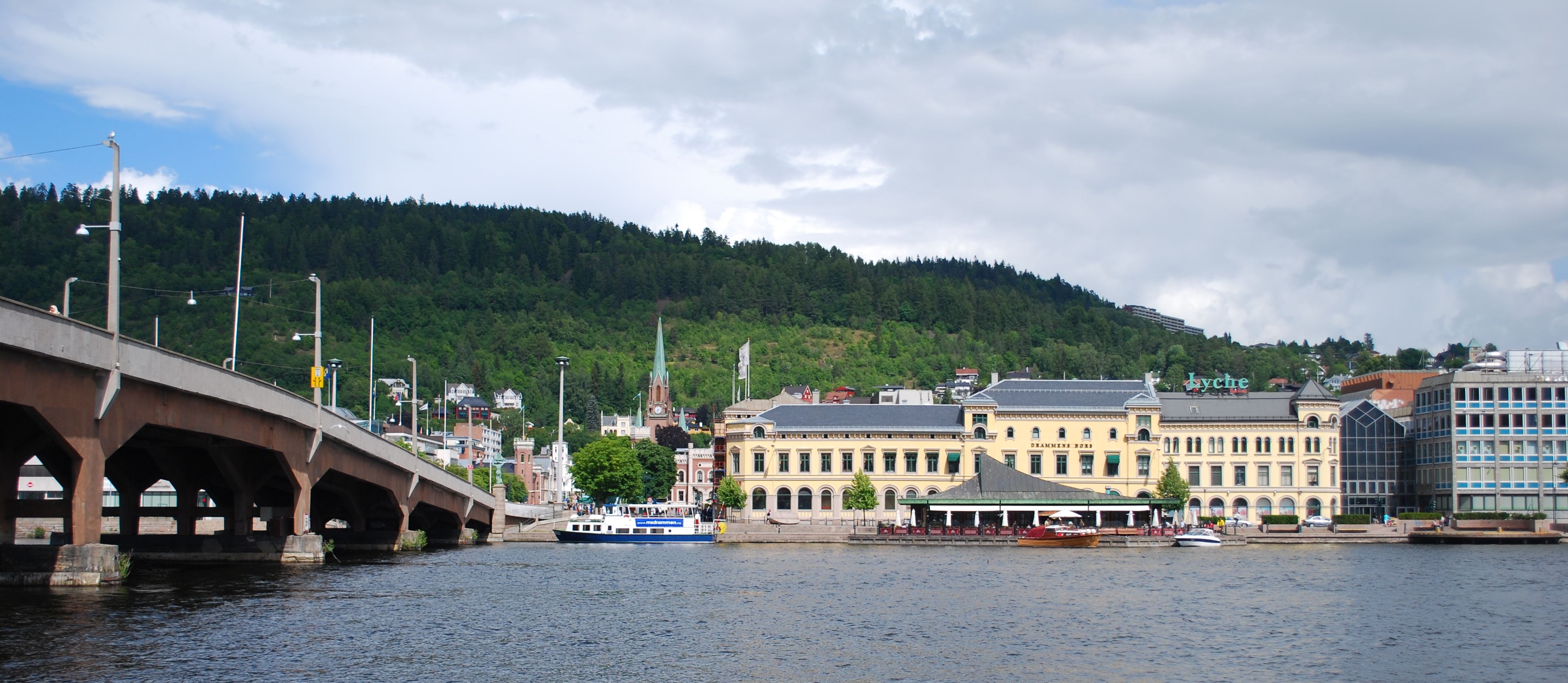
Міст через Драмс. Драммен